# Северо-Восточный федеральный университет имени М. К. Аммосова
Северо-Восто́чный федера́льный университе́т имени М. К. Аммосова (якут. М. К. Аммосов аатынан Хотугулуу-Илиҥҥи федеральнай университет) — многоотраслевой федеральный университет в Якутске, имеющий филиалы в Анадыре (Чукотский филиал СВФУ имени М. К. Аммосова), Мирном (Политехнический институт (филиал) СВФУ имени М. К. Аммосова) и Нерюнгри (Технический институт (филиал) СВФУ имени М. К. Аммосова); крупнейшее высшее учебное заведение в Республике Саха (Якутия) и Чукотском автономном округе, а также научно-образовательный центр Северо-Востока России.
Университет назван в честь Максима Кировича Аммосова — советского государственного и партийного деятеля, работавшего в Якутской АССР, Казахстане и Кыргызстане.

## История
Дореволюционный период в истории Якутии, как и в целом в Российской Империи, характеризовался низким уровнем образованности населения. Так, 1907 году в «Якутской газете» писали, что только один якут имеет высшее образование.
Тем не менее, важность высшего образования обсуждалась в якутском обществе. Первым о необходимости открытия учебного заведения в Якутске для подготовки кадров из местного населения писал глава Борогонского улуса Алексей Аржаков. 18 сентября 1789 года он лично представил императрице Екатерине II свой «План о якутах с показанием казённой пользы и выгоднейших положений для них». В «Плане» Алексея Аржакова, в частности, говорилось, что необходимо учредить в г. Якутске «училище для якутского народа, коих обучать российской грамоте и другим наукам… дабы оные впредь были годны на службу общественную и государственную и к просвещению сородцев своих». Многоаспектная программа «культивации» якутского просветителя А. Е. Кулаковского — Ексекюляха Елексея, изложенная в труде «Якутской интеллигенции», предполагала, среди прочего, создание системы профессионального образования.
В начале XX в. в Якутске число учащихся в учебных заведениях было: в реальном училище — 119, женской гимназии — 126, духовной семинарии — 58, мужском духовном училище — 117, женском епархиальном училище — 80, образцовой при семинарии школе — 36. В дореволюционный период якутяне также обучались в университетах и институтах в других частях России. В Якутской области прошла активная пропаганда открытия Томского, затем Иркутского университетов. Значительная часть населения области внесла посильный материальный вклад в учреждении этих вузов, открываемых в том числе и для Якутии.

### Якутский государственный педагогический институт
В 1934 году был открыт Якутский государственный педагогический институт (ЯГПИ). За 22 года институт подготовил 2535 учителей. Преподавательский состав института: первый директор института Иван Жегусов, руководители и организаторы учебного и научного процесса: И. А. Мельников, С. Ф. Попов, преподаватели-обществоведы П. М. Корнилов, И. К. Фёдоров, В. А. Цветков, математики И. И. Шарапов, С. В. Родионов, физики Ю. Г. Шафер, А. С. Ковалевский, М. А. Алексеев, филологи В. В. Яковлев, Н. С. Григорьев, К. Ф. Пасютин и другие.
Среди выпускников института есть известные учёные, педагоги, политические и государственные деятели: действительный член Российской Академии наук Г. Ф. Крымский, член-корреспондент РАН Н. Г. Соломонов, лауреаты Ленинской премии Д. Д. Красильников, Н. Н. Ефимов, народный учитель СССР М. А. Алексеев, I секретарь ОК КПСС Г. И. Чиряев, Председатель Президиума Верховного Совета ЯАССР А. Я. Овчинникова. На его кафедрах подготовили докторские диссертации А. Е. Мординов, И. М. Романов, А. Д. Егоров, Л. Н. Харитонов, Ф. Г. Сафронов; из числа первых студентов впоследствии защитили докторские диссертации и стали профессорами А. И. Кузьмин, Н. С. Иванов, Г. П. Башарин, Н. К. Антонов, Г. Ф. Крымский, Г. Л. Еловская, Н. Г. Соломонов, Е. И. Коркина, В. Ф. Афанасьев, Д. А. Данилов, В. М. Анисимов, И. С. Портнягин, Д. Е. Донской, И. Е. Томский, В. С. Луковцев, Н. Г. Самсонов, П. А. Слепцов, Н. Е. Егоров, Н. Д. Дьячковский, Н. В. Емельянов, М. С. Воронкин, Г. Г. Макаров и другие.

### Якутский государственный университет
Якутский государственный университет (ЯГУ) был образован Постановлением Совета Министров СССР от 23 августа 1956 года. Указом Президиума Верховного Совета СССР от 28 апреля 1984 года ВУЗ награждён орденом Дружбы народов. С 1990 года университет носит имя М. К. Аммосова. Указом Президента Республики Саха (Якутия) М. Е. Николаева от 6 февраля 1993 года ЯГУ придан статус головного вуза Республики, ответственного за организацию и качество гуманитарной, социально-экономической, педагогической и естественнонаучной подготовки специалистов. В 1991 году на базе Информационного вычислительного центра был организован Центр новых информационных технологий. В 1999 году был выигран грант Сороса на создание центра Интернет-технологий. С 1996 года Якутский государственный университет является куратором научно-социальной программы для молодёжи и школьников «Шаг в будущее». При университете организована общественная академия «Шаг в будущее».

### Северо-Восточный федеральный университет
21 октября 2009 г. Президент России Дмитрий Медведев подписал Указ «О создании федеральных университетов в Северо-Западном, Приволжском, Уральском и Дальневосточном федеральных округах». 17 ноября 2009 г. учёный совет ЯГУ принял Постановление «О создании федерального автономного образовательного учреждения высшего профессионального образования „Северо-Восточный федеральный университет“». 9 апреля 2010 г. на совещании по вопросу модернизации высшего профессионального образования, прошедшем в Новосибирске, Председатель Правительства РФ Владимир Путин сообщил о назначении вице-президента Якутии Евгении Михайловой ректором Северо-Восточного федерального университета. 22 апреля 2010 г. на VIII ежегодной национальной премии «IТ-Лидер» в Москве Якутский государственный университет имени М. К. Аммосова стал лауреатом впервые представленной в 2010 году номинации «Образовательные учреждения». 26 апреля 2010 г. вышел приказ Министерства образования и науки РФ № 435 "О федеральном государственном автономном образовательном учреждении высшего профессионального образования «Северо-Восточный федеральный университет им. М. К. Аммосова».

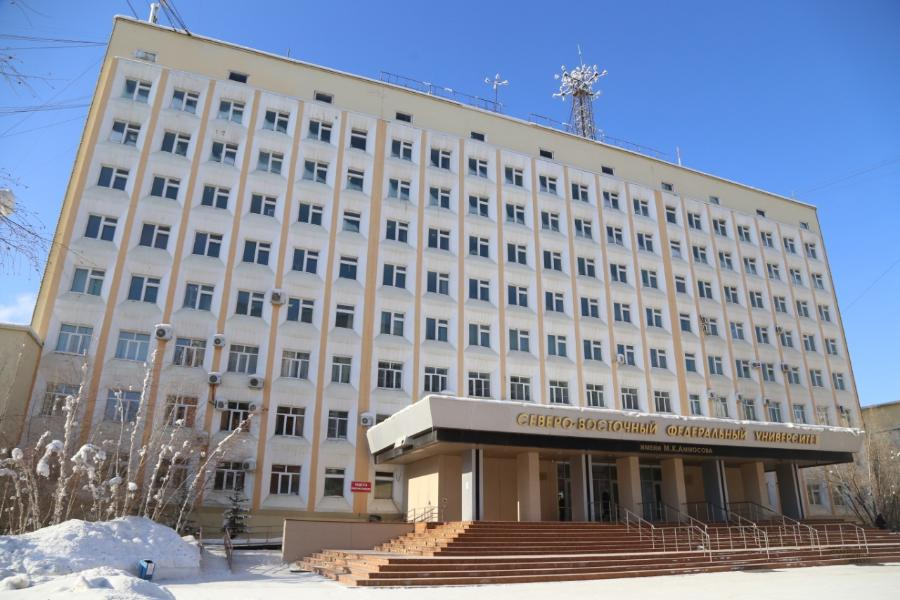
Учебно-лабораторный корпус СВФУ им. М.К. Аммосова по адресу: г. Якутск, ул. Белинского, 58.

В работе конференции и финальной части конкурса приняли участие более 140 человек более чем из 50 регионов страны. Северо-Восточный федеральный университет имени М. К. Аммосова (ректор — доктор педагогических наук Е. И. Михайлова), стал обладателем номинации «Лучший социально-ориентированный вуз».
Северо-Восточный федеральный университет имени М. К. Аммосова вошёл в итоговый список организаций — лауреатов конкурса «100 лучших вузов и НИИ России».
26 июня 2019 распоряжением Председателя Правительства РФ Д.А. Медведевым Анатолий Николаевич Николаев назначен ректором Северо-Восточного федерального университета им. М.К. Аммосова сроком на пять лет.

## Руководители
- 1934—1937 — Иван Пудович Жегусов
- 1937—1939 — Афанасий Иннокентьевич Новгородов, доктор исторических наук
- 1959—1973 — Иннокентий Гаврилович Попов, кандидат исторических наук
- 1973—1986 — Ариан Ильич Кузьмин, доктор физико-математических наук
- 1986—1991 — Василий Сергеевич Андреев, кандидат технических наук
- 1991—1998 — Василий Васильевич Филиппов, доктор технических наук
- 1998—2010 — Анатолий Николаевич Алексеев, доктор исторических наук
- 2010—2019 — Евгения Исаевна Михайлова, доктор педагогических наук, кандидат психологических наук
- с 2019 года по наст. время — Анатолий Николаевич Николаев, доктор биологических наук

## Структура
В состав университета входят пять научно-исследовательских институтов, 12 институтов, пять факультетов, три филиала — Политехнический институт в г. Мирный, Технический институт в г. Нерюнгри и Чукотский филиал в г. Анадырь, который был открыт в конце 2010 года, а также два колледжа и один лицей.

### Институты
- Горный институт
- Инженерно-технический институт
- Институт естественных наук
- Институт зарубежной филологии и регионоведения
- Институт математики и информатики
- Институт психологии
- Институт физической культуры и спорта
- Институт языков и культуры народов Северо-Востока РФ
- Медицинский институт
- Педагогический институт
- Финансово-экономический институт
- Физико-технический институт

### Факультеты
- Автодорожный факультет
- Геологоразведочный факультет
- Исторический факультет
- Филологический факультет
- Юридический факультет

### Филиалы
- Политехнический институт (филиал) СВФУ в г. Мирном
- Технический институт (филиал) СВФУ в г. Нерюнгри
- Филиал СВФУ в г. Анадыре

### Колледжи
- Колледж инфраструктурных технологий СВФУ
- Юридический колледж

### Профсоюзные организации
- Первичная профсоюзная организация студентов
- Первичная профсоюзная организация сотрудников

### Общеуниверситетские кафедры
- Кафедра «Североведение»
- Кафедра «Философия»
- Международная кафедра ЮНЕСКО «Адаптация общества и человека в арктических регионах в условиях изменения климата»

### Дополнительное образование
- Институт непрерывного профессионального образования
- Факультет довузовского образования и профориентации

### Инклюзивное образование
- Северо-Восточный научно-инновационный центр развития инклюзивного образования

### Научно-исследовательские институты
- Институт А.Е. Кулаковского
- НИИ математики
- НИИ Олонхо
- НИИ прикладной экологии Севера СВФУ имени профессора Д.Д. Саввинова
- НИИ региональной экономики Севера

### Центры, полигоны, лаборатории
- Ботанический сад
- Лаборатории СВФУ
- Центры СВФУ

### Среднее общее образование
- Специализированный учебно-научный центр — Университетский лицей (СУНЦ СВФУ)

## Международное сотрудничество
Международное сотрудничество является одним из главных аспектов деятельности СВФУ. Северо-Восточный федеральный университет сотрудничает с десятками университетов-партнёров, колледжей, научно-исследовательских центров мира. Уникальное геополитическое положение университета определяет приоритеты взаимодействия, в которые в первую очередь входят страны Азиатско-Тихоокеанского и Арктического регионов. СВФУ плодотворно сотрудничает с университетами Республики Кореи, Японии, КНР, США, Канады, Финляндии, Швеции, Норвегии, Исландии, Великобритании, Германии, Франции, Польши, Швейцарии, СНГ и т. д.

## Рейтинги
В 2022 году вуз вошел в Международный рейтинг «Три миссии университета», где занял  позицию в диапазоне 1201—1300 (54-62 место среди российских вузов)
.
Также в 2022 году занял 47 место в рейтинге RAEX "100 лучших вузов России" .
В предметных рейтингах RAEX Северо-Восточный федеральный университет входит в списки лучших вузов по двум направлениям подготовки: география - 13 место  и педагогика - 15 место .